# Holmasandsten
Holmasandsten eller Ryedalssandsten är en till kritsystemet hörande finkornig, lös kvartssandsten.
Holmasandstenen förekommer huvudsakligen som lösa block dels på Holmaudden i ivösjön, dels på Ryssbergets östra sluttning nära gården Nya Ryedal i Gammalstorps socken. Holmasandstenen är en slamningsåterstod av kaoliniserad granit. Det är ovisst om den är lagrad i salt eller sött vatten; av fossil finns här mestadels förkislat trä. 
Holmasandstenen har även fått användning vid glasproduktion.